# کیوشیرو ایماوانو
کیوشیرو ایماوانو (انگلیسی: Kiyoshiro Imawano؛ ۲ آوریل ۱۹۵۱ – ۲ مهٔ ۲۰۰۹) موزیسین راک، ترانه‌سرا، آهنگساز، تهیه‌کننده موسیقی و هنرپیشه ژاپنی از توکیو بود. وی بین سال‌های ۱۹۶۶ تا ۲۰۰۹ میلادی فعالیت می‌کرد. از فیلم‌هایی که وی در آن نقش داشته‌است، می‌توان به جنگ بزرگ یوکای و خوشبختی کاتاکوری‌ها اشاره کرد.